# Фра Беато Анджелико
Фра Беато Андже́лико, или Анжелико (итал. Fra Beato Angelico — брат Блаженный Ангельский), урождённый Гвидо ди Пьетро, итал. Guido di Pietro, в монашестве Джованни да Фьезоле (итал. Giovanni da Fiesole; между 1395 и 1400, Виккьо, Тоскана — 18 февраля 1455, Рим) — святой Католической церкви, итальянский художник раннего итальянского Возрождения, периода кватроченто флорентийской школы. доминиканский монах. Причислен к лику блаженных Католической церковью в 1983 году (по другим источникам — 3 октября 1982 г.). В 1984 году канонизирован. Память 18 февраля.

## Имя
Именем Анджелико художник обязан основоположнику современного искусствознания Джорджо Вазари, который в одном из своих знаменитых «Жизнеописаний наиболее знаменитых живописцев, ваятелей и зодчих», опубликованном в 1550 году, обрисовал, опираясь на ряд источников, светлый и возвышенный образ живописца, отмечая, что тот был «столь смиренен и кроток в своих поступках и рассуждениях, столь лёгок и благочестив в живописи, что писанные им святые имеют больше, чем у кого-либо другого, подобие блаженных».
Потому биограф и назвал его «Ангельским» (итал. Angelico); хотя прилагательное «Ангельский» ранее уже использовали Доменико да Корелла и Кристофоро Ландино.
Именно благодаря Вазари Джованни да Фьезоле стал известен под именем Фра (брат, монах) Анджелико. Очень рано его стали называть Беато Анджелико, то есть Блаженным Анджелико, но Ватикан причислил его к лику блаженных только в 1983 году, более чем через 500 лет после смерти. Обряд беатификации совершил папа Иоанн Павел II; тем самым получило официальное признание давно уже ставшее привычным наименование «блаженный Фра Анджелико». В 1984 году Беато Анджелико был канонизирован и стал считаться небесным покровителем художников.

## Биография
Гвидо ди Пьетро родился около 1395 года в Виккьо, в долине Муджелло близ Флоренции в Тоскане. Поступил в доминиканский монастырь во Фьезоле в 1418 году. До нас дошло немного сведений о его семье: мы знаем, что его отец по имени Пьетро был сыном некоего Джино, а его брат Бенедетто, моложе художника, последовал его примеру и решил стать монахом. После первоначального ученичества в Муджелло его художественное образование проходило во Флоренции в мастерских Лоренцо Монако и Герардо Старнины: от первого он перенял как использование ярких цветов, так и сильного света, способного нейтрализовать тени, участвуя в мистицизме священной сцены, — все эти особенности можно найти в его миниатюрных работах и в первых алтарных картинах на дереве.
В 1418 году Анджелико присоединился к ордену доминиканцев-обсервантов («соблюдателей»: Domenicani osservanti)— меньшинству, сформировавшемуся в доминиканском ордене и соблюдавшему первоначальный устав Святого Доминика, требовавший абсолютной бедности и аскетизма. Точная дата принятия им обетов неизвестна, но её можно отнести к периоду между 1418 и 1421 годами, поскольку в течение первого года послушникам не разрешалось заниматься живописью, а следующее свидетельство об одной из его работ датируется 1423 годом.
В 1429 году художник был зарегистрирован в монастыре Сан-Доменико как «брат Иоаннес Петри де Мусчелло» (frate Johannes petri de Muscello) и начинал свою деятельность в 1420-х годах по созданию нескольких крупных алтарных образов для церкви Сан-Доменико, которые принесли ему значительную известность и побудили другие религиозные учреждения заказывать копии и вариации. Около 1424—1425 годов он выполнил первую из трёх панелей для алтарей церкви Сан- Доменико: так называемый Фьезолеский алтарь (работа, переработанная Лоренцо ди Креди в 1501 году). В 1428—1433 годах Анджелико и несколько монахов из Фьезоле переехали во Флоренцию, чтобы расписывать отстроенный Микелоццо ди Бартоломео монастырь Сан-Марко.
В начале тридцатых годов Беато Анджелико посвятил себя знаменитым «Благовещениям». Первым было «Благовещение», которое ныне находится в музее Прадо в Мадриде, оно предназначалось для монастыря Сан-Доменико-ди-Фьезоле. Алтарная картина представляет собой переходный период между поздней готикой и ранним Возрождением, но именно в пяти историях Девы Марии в пределле алтаря художник работал с большей свободой и изобретательностью. Произведения этого периода часто представляют собой «упражнения на тему света», как, например, ослепительное «Коронование Девы Марии» в галерее Уффици или похожая картина в парижском Лувре, датируемая примерно 1432 и 1434—1435 годами соответственно. «Коронование» в Лувре была третьей и последней панелью для алтарей церкви Сан-Доменико во Фьезоле.
В 1445 году Анджелико вызвал в Рим папа Евгений IV чтобы расписывать фресками церковь Крещения в Ватикане (позднее разрушена).
В 1447 году Анджелико вместе со своим учеником Беноццо Гоццоли создавал фрески в Соборе Вознесения Девы Марии в Орвието, а в 1447—1450 годах — расписывал стены капеллы Никколина во Апостольском дворце в Ватикане. Другим его учеником был Антониаццо Романо — важная фигура итальянской живописи XV века.
Фра Анджелико вернулся во Флоренцию в 1449 году. В 1450 году он стал настоятелем монастыря Сан-Доменико во Фьезоле.
В 1452 году художник возвратился в Рим по вызову нового папы Николая V.
Фра Беато Анджелико скончался в 1455 году в Риме. Похоронен в церкви Санта-Мария-сопра-Минерва, где его надгробная плита существует до нынешнего времени. На ней можно прочесть: «Здесь покоится достопочтенный художник Фра Джованни из Ордена проповедников. Пусть хвалою мне будет не то, что казался я вторым Апеллесом, но что всё, чем владею, отдал Тебе, о Христос. Иные творения живы на земле, другие на небе. Город Флоренция, Этрурии цвет, дал мне, Джованни, рожденье». Латинский текст эпитафии на его могиле предположительно составлен папой Николаем V.

## Оценки творчества
Фра Беато Анджелико работал под влиянием стиля интернациональной готики. Он испытал воздействие искусства Мазаччо и ранних нидерландских живописцев, однако в целом его творчество своеобразно и неповторимо. Для творчества Фра Анджелико характерны простота цветовых решений, граничащая с наивностью, мягкий лиризм, свойственные мастерам кватроченто. «Картины и фрески Анджелико удивительно светлы, поэтичны, проникнуты тончайшим пластическим чувством и религиозным благоговением».
Русский поэт Николай Гумилёв в 1912 году посвятил художнику замечательное стихотворение «Фра Беато Анджелико»:

Пускай велик небесный Рафаэль,
Любимец бога скал, Буонарроти,
Да Винчи, колдовской вкусивший хмель,
Челлини, давший бронзе тайну плоти.
Но Рафаэль не греет, а слепит,
В Буонарроти страшно совершенство,
И хмель да Винчи душу замутит,
Ту душу, что поверила в блаженство
На Фьезоле, средь тонких тополей,
Когда горят в траве зелёной маки,
И в глубине готических церквей,
Где мученики спят в прохладной раке.
На всём, что сделал мастер мой, печать
Любви земной и простоты смиренной…

Несколько ранее, в 1904—1905 годах, иную, суровую оценку творчеству Фра Анджелико дал французский историк искусства С. Рейнах. Он писал, что под влиянием францисканства Анджелико выразил «радость веры и сладость страдания…, но на его мистической лире было очень мало струн. В его прекрасном таланте чувствуется отблеск наивной души, горизонт которой ограничен монастырскими стенами. Его мадонны и ангелы сначала нас чаруют, но потом надоедают своей приторностью; в этой благочестивой овчарне не хватает волка».
Примерно также Гумилёву ответил его коллега по «Цеху поэтов» Сергей Городецкий:

Ты хочешь знать, кого я ненавижу?
Конечно, Фра Беато Анджелико.
Я в нем не гения блаженства вижу,
А мертвеца гробницы невеликой.
Нет, он не в рост Адаму-акмеисту!
Он только карлик кукольных комедий,
Составленных из вечной и пречистой
Мистерии, из жертвенных трагедий…
Фра Беато Анжелико. 1912

## Галерея
- Благовещение. Между 1430 и 1432. Дерево, темпера. Прадо, Мадрид
- Изгнание из Рая. Деталь алтаря «Благовещение»
- Рождество. Ок. 1450. Дерево, темпера. Музей Сан-Марко (Флоренция)
- Коронование Девы Марии. 1434—1435. Дерево, темпера, золочение. Уффици, Флоренция
- Noli me tangere (Не прикасайся ко Мне). Между 1437 и 1446. Фреска. Музей Сан-Марко (Флоренция)
- Страшный суд. Между 1395 и 1455. Дерево, темпера, золочение. Берлинская картинная галерея
- Мадонна с Младенцем, святыми Домиником и Фомой Аквинским. 1430. Фреска, Государственный Эрмитаж, Санкт-Петербург
- Мадонна Умиление с Младенцем и четырьмя ангелами. Ок. 1420. Дерево, темпера, золочение. Государственный Эрмитаж, Санкт-Петербург
- Медальон с Коронованием Богородицы
- Медальон с распятием
- Благовещение
- Алтарь Анналена
- Триптих Великомученика Петра
- Алтарь Сан Марко
- Алтарь Сан Марко, пределла
- Алтарь Сан Марко, пределла
- Панели Armadio degli Argenti
- Панели Armadio degli Argenti